# Devon Graye

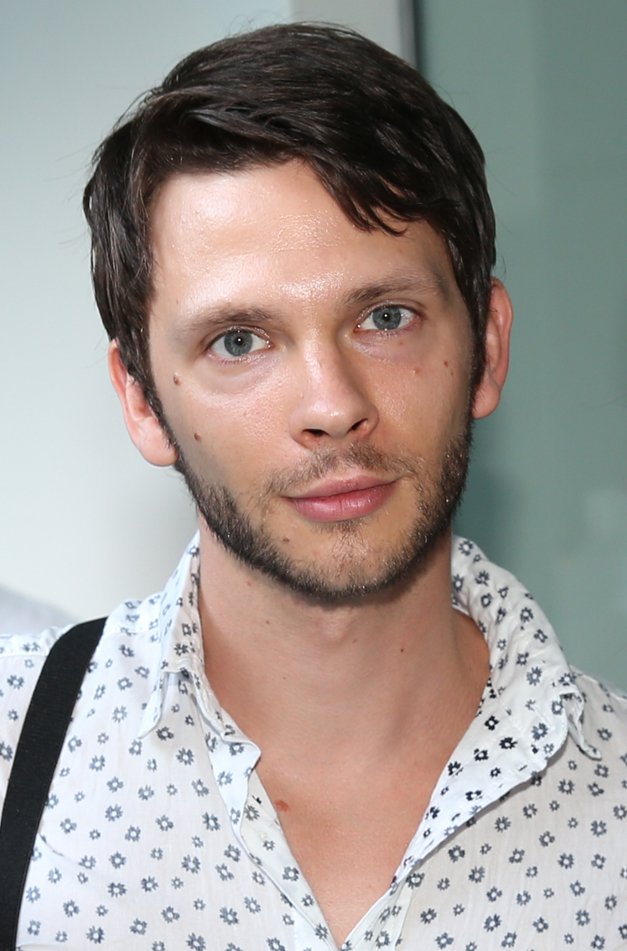
Devon Graye

Devon Graye, född 8 mars 1987 i Mountain View, Kalifornien, är en amerikansk skådespelare.

## Filmografi (urval)
- Dexter (TV-serie) - Som Dexter i tonåren